# هیدرید
هیدرید (به انگلیسی: hydride) یک نوع ترکیب شیمیایی است که در آن اتم هیدروژن به یک عنصر دیگر وصل شده باشد. وقتی هیدروژن به شکل یون منفی ‌(H⁻) باشد، می‌تواند با فلزها یا نافلزها پیوند بدهد و ماده‌ای به نام هیدرید بسازد. بعضی هیدریدها ساده‌اند، مثل لیتیوم هیدراید که از یک اتم لیتیوم و یک اتم هیدروژن ساخته شده، و بعضی پیچیده‌ترند، مثل بوران‌ها. هیدریدها در جاهای مختلف استفاده می‌شوند، از باتری‌ها گرفته تا ذخیره و انتقال هیدروژن.
هیدرید به آنیون هیدروژن -H،‏ یعنی یک اتم هیدروژن با یک الکترون اضافه و همچنین ترکیبات شیمیایی دیگر عناصر با هیدروژن گفته می‌شود، البته ممکن است برخی از آن‌ها اسم خاصی داشته باشند؛ به‌طور مثال به هیدرید نیتروژن، آمونیاک می‌گویند.
در شیمی، «هیدرید» به‌طور رسمی آنیون هیدروژن (H−) است، یعنی یک یون هیدروژن که دو الکترون دارد. در کاربرد امروزی، این اصطلاح معمولاً فقط برای پیوندهای یونی به‌کار می‌رود، اما گاهی (و در گذشته بیشتر) برای همهٔ ترکیب‌هایی که پیوند کووالانسی با اتم‌های هیدروژن دارند نیز استفاده می‌شود. در این معنای گسترده و احتمالاً کهنه، آب (H2O) هیدرید اکسیژن است، آمونیاک هیدرید نیتروژن است و مانند آن. در ترکیب‌های کووالانسی، این اصطلاح به این معنی است که هیدروژن به یک عنصر با الکترونگاتیوی کمتر پیوند دارد. در این حالت، مرکز هیدروژن ویژگی نوکلئوفیلی دارد که در تضاد با ویژگی پروتیکی اسیدها است. آنیون هیدرید به‌ندرت به‌طور آزاد مشاهده می‌شود.

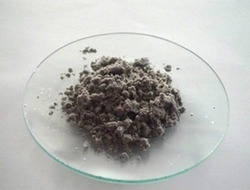
هیدرید سدیم به‌عنوان نمونه‌ای از یک نمک هیدریدی

تقریباً همهٔ عناصر ترکیب‌های دوتایی با هیدروژن تشکیل می‌دهند، به‌جز He، Ne، Ar، Kr، Pm، Os، Ir، Rn، Fr و Ra. مولکول‌های عجیب مانند هیدرید پوزیترونیوم نیز ساخته شده‌اند.

## پیوندها
پیوندهای بین هیدروژن و سایر عناصر می‌توانند از بسیار یونی تا تا حدی کووالانسی متغیر باشند. برخی هیدریدها، مانند هیدریدهای بور، از قوانین کلاسیک شمارش الکترون پیروی نمی‌کنند و پیوندهای آن‌ها به‌صورت چندمرکزی توصیف می‌شود، درحالی‌که هیدریدهای درون‌نشینی اغلب دارای پیوند فلزی هستند. هیدریدها می‌توانند مولکول‌های مجزا، الیگومرها یا پلیمرها، جامد یونی، لایه‌های تک‌مولکولی شیمی‌جذب‌شده، فلزات توده‌ای (درون‌نشینی) یا مواد دیگر باشند. درحالی‌که هیدریدها به‌طور سنتی به‌عنوان باز لوئیس یا کاهنده واکنش می‌دهند، برخی هیدریدهای فلزی به‌عنوان دهندهٔ اتم هیدروژن عمل می‌کنند و اسیدی‌اند.

## کاربردها
هیدریدهایی مانند سدیم بورهیدرید، لیتیوم آلومینیوم هیدرید، دی‌ایزوبوتیل‌آلومینیوم هیدرید (DIBAL) و «سوپر هیدرید» معمولاً به‌عنوان کاهنده در سنتز شیمیایی استفاده می‌شوند. هیدرید به مرکز الکتروفیلی، معمولاً کربن غیراشباع، افزوده می‌شود.
هیدریدهایی مانند سدیم هیدرید و پتاسیم هیدرید به‌عنوان باز‌های قوی در سنتز آلی استفاده می‌شوند. هیدرید با اسید برونستد ضعیف واکنش داده و H2 آزاد می‌کند.
هیدریدهایی مانند کلسیم هیدرید به‌عنوان خشک‌کننده برای حذف آب باقی‌مانده از حلال‌های آلی به‌کار می‌روند. هیدرید با آب واکنش داده و هیدروژن و نمک هیدروکسید می‌سازد. سپس می‌توان حلال خشک را تقطیر یا با خلأ منتقل کرد.
هیدریدها در فناوری باتری‌های ذخیره‌ساز مانند باتری هیدرید فلز نیکل اهمیت دارند. همچنین هیدریدهای فلزی مختلف برای ذخیرهٔ هیدروژن در خودروهای سلول سوختی و دیگر بخش‌های اقتصاد هیدروژنی بررسی شده‌اند.
کمپلکس‌های هیدریدی کاتالیزگر یا واسطهٔ کاتالیزی در چرخه‌های همگن و ناهمگن گوناگون هستند. نمونه‌های مهم شامل کاتالیزگرهای هیدروژناسیون، هیدروفورمیلاسیون، هیدروسیلیلاسیون و هیدرودسولفوریزاسیون است. حتی برخی آنزیم‌ها مانند هیدروژناز نیز از مسیر واسطهٔ هیدرید عمل می‌کنند. حامل انرژی نیکوتینامید آدنین دی‌نوکلئوتید نیز به‌عنوان دهندهٔ هیدرید یا معادل آن واکنش می‌دهد.

## یون هیدرید
آنیون‌های هیدرید آزاد تنها در شرایط بسیار ویژه وجود دارند و در محلول‌های همگن مطرح نمی‌شوند. در عوض، بسیاری از ترکیب‌ها دارای مراکز هیدروژنی با ویژگی هیدریدی‌اند.
گذشته از الکترید، یون هیدرید ساده‌ترین آنیون ممکن است که از دو الکترون و یک پروتون تشکیل شده‌است. هیدروژن الکترون‌خواهی پایینی (۷۲٫۷۷ کیلوژول بر مول) دارد و با پروتون‌ها به‌شدت گرمازا واکنش می‌دهد و یک باز لوئیس نیرومند است.
{\displaystyle H^{-}+H^{+}\rightarrow H_{2}\quad \Delta H=-1676\ \mathrm {kJ/mol} }
الکترون‌خواهی کم هیدروژن و استحکام بالای پیوند H–H (ΔHBE = ‎۴۳۶ کیلوژول بر مول) بدین معنی است که یون هیدرید نیز یک کاهندهٔ قوی خواهد بود.

{\displaystyle H_{2}+2e^{-}\rightleftharpoons 2H^{-}\quad E^{\circ }=-2.25\ \mathrm {V} }

## انواع هیدریدها
بر پایهٔ تعریف کلی، هر عنصر جدول تناوبی (به‌جز برخی از گازهای نجیب) یک یا چند هیدرید تشکیل می‌دهد. این مواد بر اساس ماهیت پیوند آن‌ها به سه دستهٔ اصلی تقسیم شده‌اند:
«هیدریدهای یونی» که دارای ماهیت پیوند یونی قابل توجهی هستند.
«هیدریدهای کووالانسی» که شامل هیدروکربن‌ها و بسیاری دیگر از ترکیب‌هایی هستند که با اتم‌های هیدروژن پیوند کووالانسی دارند.
«هیدریدهای درون‌نشینی» که می‌توان آن‌ها را دارای پیوند فلزی دانست.
گرچه این تقسیم‌بندی همواره به‌طور جهانی به‌کار نرفته است، اما همچنان برای درک تفاوت‌های میان هیدریدها سودمند است.

### هیدریدهای یونی
این‌ها ترکیب‌های استوکیومتری هیدروژن هستند. هیدریدهای یونی یا «هیدریدهای نمکی» از پیوند هیدرید با یک فلز الکتروپوزیتیو، معمولاً یک فلز قلیایی یا فلز قلیایی خاکی ساخته می‌شوند. لانتانیدهای دوظرفیتی مانند یوروپیوم و ییتر بیوم نیز ترکیب‌هایی مشابه با فلزات قلیایی خاکی سنگین‌تر می‌سازند. در این مواد، هیدرید مانند یک شبه‌هالید در نظر گرفته می‌شود. هیدریدهای نمکی در حلال‌های معمولی نامحلول‌اند که بازتاب ساختارهای غیرمولکولی آن‌هاست. هیدریدهای یونی به‌عنوان باز و گاه به‌عنوان واکنشگرهای کاهنده در سنتز آلی به‌کار می‌روند.
نمونه:
حلال‌های رایج برای چنین واکنش‌هایی اترها هستند. آب و دیگر حلال‌های پروتیک نمی‌توانند محیطی برای هیدریدهای یونی باشند، زیرا یون هیدرید باز قوی‌تری از یون هیدروکسید و بیشتر یون‌های هیدروکسیل است. در یک واکنش اسید ـ باز معمولی، گاز هیدروژن آزاد می‌شود.
هیدریدهای فلزات قلیایی اغلب با هالیدهای فلزی واکنش می‌دهند. لیتیوم آلومینیوم هیدرید (که معمولاً LAH نامیده می‌شود) از واکنش لیتیوم هیدرید با آلومینیوم کلرید ساخته می‌شود.

### هیدریدهای کووالانسی
بر اساس برخی تعریف‌ها، هیدریدهای کووالانسی همهٔ ترکیب‌های دارای هیدروژن را دربرمی‌گیرند. برخی تعریف‌ها هیدرید را به مراکز هیدروژنی که به‌طور رسمی مانند هیدرید واکنش می‌دهند، یعنی نوکلئوفیل‌اند، و اتم‌های هیدروژن پیوندیافته به مراکز فلزی محدود می‌کنند. این هیدریدها به‌وسیلهٔ همهٔ نافلزهای واقعی (به‌جز عناصر گروه صفر) و عناصری مانند Al، Ga، Sn، Pb، Bi، Po و غیره که معمولاً ماهیت فلزی دارند، ساخته می‌شوند؛ یعنی این دسته شامل هیدریدهای عناصر گروه p است. در این مواد، پیوند هیدرید رسماً یک پیوند کووالانسی است، مشابه پیوند پروتون در یک اسید ضعیف. این گروه شامل هیدریدهایی است که به‌صورت مولکول‌های مجزا، پلیمر یا الیگومر، و هیدروژنی که به سطح شیمی‌جذب شده است، وجود دارند. یک بخش مهم از هیدریدهای کووالانسی، هیدریدهای فلزی کمپلکس هستند که هیدریدهای محلول و قوی‌اند و در روش‌های سنتزی به‌کار می‌روند.
هیدریدهای مولکولی اغلب لیگاندهای اضافی دارند؛ برای نمونه، دی‌ایزوبوتیل‌آلومینیوم هیدرید (DIBAL) از دو مرکز آلومینیوم ساخته شده که به‌وسیلهٔ لیگاندهای هیدرید پل زده شده‌اند. هیدریدهایی که در حلال‌های معمولی محلول‌اند، در سنتز آلی کاربرد گسترده دارند. از جمله سدیم بورهیدرید ({\displaystyle \mathrm {NaBH_{4}} })، لیتیوم آلومینیوم هیدرید و واکنشگرهای پرمانع فضایی مانند DIBAL.

### هیدریدهای درون‌نشینی یا فلزی

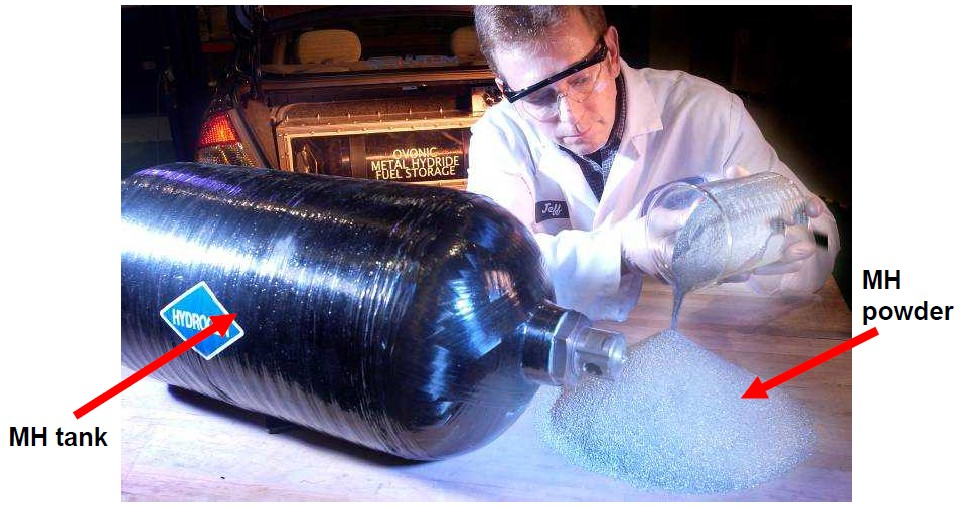
هیدرید فلزی برای کاربردهای ذخیرهٔ هیدروژن

هیدریدهای درون‌نشینی بیشتر درون فلزات یا آلیاژها وجود دارند. این‌ها به‌طور سنتی «ترکیب» نامیده می‌شوند، هرچند دقیقاً با تعریف ترکیب همخوانی ندارند و بیشتر شبیه آلیاژهای معمولی مانند فولاد هستند. در چنین هیدریدهایی، هیدروژن می‌تواند به‌صورت اتمی یا مولکول‌های دواتمی وجود داشته باشد. فرآیندهای مکانیکی یا گرمایی مانند خم‌کردن، ضربه‌زدن یا بازپخت می‌تواند باعث خارج‌شدن هیدروژن از محلول از راه گازدهی شود. پیوند آن‌ها معمولاً پیوند فلزی در نظر گرفته می‌شود. فلزات واسطهٔ توده‌ای هنگامی که در معرض هیدروژن قرار گیرند، هیدریدهای دوتایی درون‌نشینی می‌سازند. این سامانه‌ها معمولاً ترکیب غیر استوکیومتری هستند و مقدار هیدروژن موجود در شبکهٔ بلوری آن‌ها متغیر است. در مهندسی مواد، پدیدهٔ تردی هیدروژنی نتیجهٔ تشکیل هیدریدهای درون‌نشینی است.
این هیدریدها معمولاً از دو سازوکار اصلی تشکیل می‌شوند:
۱. جذب مولکول هیدروژن، سپس شکستن پیوند H–H، پخش‌شدن الکترون‌های هیدروژن و در نهایت نفوذ پروتون‌ها به درون شبکهٔ فلزی.
۲. کاهش الکترولیتی هیدروژن یونیده روی سطح شبکهٔ فلزی و سپس نفوذ پروتون‌ها به درون شبکه. سازوکار دوم مسئول افزایش موقت حجم در برخی الکترودهای به‌کاررفته در آزمایش‌های الکترولیتی است.
پالادیم در دمای اتاق تا ۹۰۰ برابر حجم خود هیدروژن جذب می‌کند و پالادیم هیدرید تشکیل می‌دهد. این ماده به‌عنوان روشی برای حمل هیدروژن در سلول سوختی خودروها پیشنهاد شده است. هیدریدهای درون‌نشینی امیدهایی برای ذخیره‌سازی ایمن هیدروژن نشان داده‌اند. مطالعات پراش نوترونی نشان داده‌اند که اتم‌های هیدروژن به‌طور تصادفی حفره‌های هشت‌وجهی شبکهٔ فلزی را اشغال می‌کنند. در شبکهٔ fcc، به ازای هر اتم فلز یک حفرهٔ هشت‌وجهی وجود دارد. حد جذب در فشار معمولی PdH0.7 است، یعنی حدود ۷۰٪ حفره‌های هشت‌وجهی پر هستند.
بسیاری از هیدریدهای درون‌نشینی ساخته شده‌اند که می‌توانند در دمای اتاق و فشار جو به‌آسانی هیدروژن را جذب و آزاد کنند. این‌ها معمولاً بر پایهٔ بین‌فلزی‌ها و آلیاژهای محلول جامد هستند. با این حال، کاربردشان محدود است، زیرا تنها حدود ۲ درصد وزنی هیدروژن ذخیره می‌کنند که برای کاربردهای خودرویی کافی نیست.

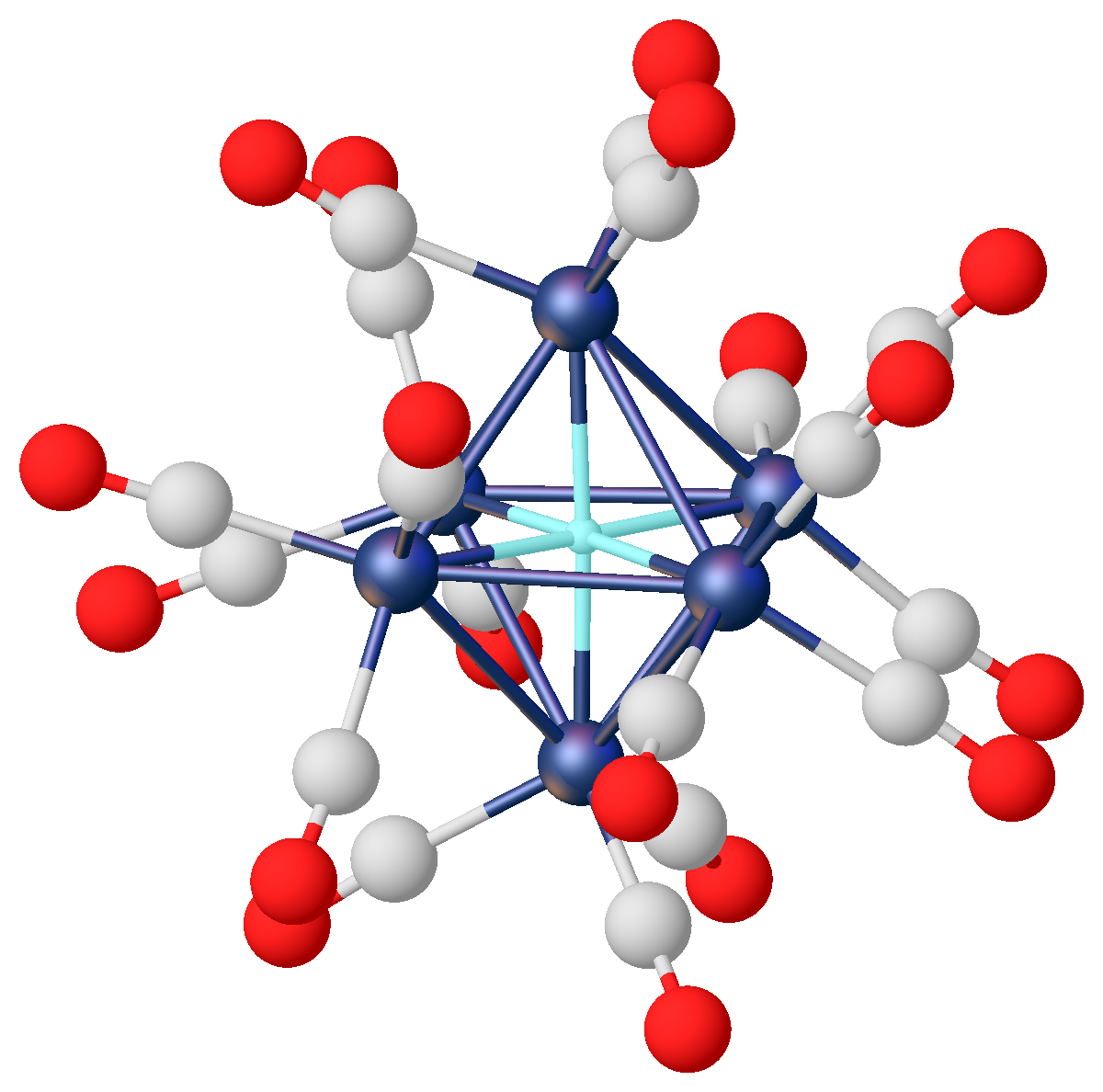
ساختار [HRu6(CO)18]-، یک خوشهٔ فلزی با لیگاند هیدرید درون‌نشینی (کرهٔ کوچک فیروزه‌ای در مرکز).

### کمپلکس‌های هیدرید فلزات واسطه
هیدریدهای فلزات واسطه شامل ترکیب‌هایی هستند که می‌توان آن‌ها را در دستهٔ «هیدریدهای کووالانسی» طبقه‌بندی کرد. برخی حتی به‌عنوان هیدریدهای درون‌نشینی یا هیدریدهای پل‌زن شناخته می‌شوند. هیدریدهای کلاسیک فلز واسطه یک پیوند منفرد بین مرکز هیدروژن و فلز واسطه دارند. برخی هیدریدهای فلز واسطه اسیدی هستند، مانند {\displaystyle \mathrm {HCo(CO)_{4}} } و {\displaystyle \mathrm {H_{2}Fe(CO)_{4}} }. آنیون‌های پتاسیم نوناهیدریدورنیات {\displaystyle \mathrm {[ReH_{9}]^{2-}} } و {\displaystyle \mathrm {[FeH_{6}]^{4-}} } نمونه‌هایی از مجموعهٔ رو به رشد هیدریدهای مولکولی هومولپتیک شناخته‌شده هستند. به‌عنوان شبه‌هالید، لیگاندهای هیدرید می‌توانند با مراکز هیدروژنی دارای قطبیت مثبت پیوند برقرار کنند. این برهم‌کنش که «پیوند دی‌هیدروژنی» نامیده می‌شود، شبیه پیوند هیدروژنی است که میان پروتون‌های دارای قطبیت مثبت و اتم‌های الکترونگاتیو با جفت‌الکترون آزاد وجود دارد.

### ایزوتوپ‌ها
هیدریدهای دارای پروتیوم «پروتید» نامیده می‌شوند، هیدریدهای دارای دوتریوم «دوترید» و هیدریدهای دارای تریتیوم «تریتید» خوانده می‌شوند. برخی دوتریدها مانند LiD به‌عنوان سوخت همجوشی در سلاح هسته‌ای گرماهسته‌ای و به‌عنوان کندکننده در راکتور هسته‌ای کاربرد دارند.

### ترکیب‌های آمیختهٔ آنیونی
ترکیب آمیختهٔ آنیونی وجود دارند که در آن‌ها هیدرید همراه با آنیون‌های دیگر است. این‌ها شامل بورید هیدریدها، کربوهیدریدها، هیدریدونیتریدها، اکسی‌هیدریدها و غیره می‌شوند.

## پیوست: نام‌گذاری
«پروتید»، «دوترید» و «تریتید» به‌ترتیب برای توصیف یون‌ها یا ترکیب‌هایی به‌کار می‌روند که دارای غنی‌شدهٔ هیدروژن-۱، دوتریوم یا تریتیوم باشند.
در معنای کلاسیک، هیدرید به هر ترکیبی گفته می‌شود که هیدروژن با عناصر دیگر در گروه‌های ۱ تا ۱۶ بسازد (یعنی ترکیب‌های دوتایی هیدروژن). فهرست زیر نام‌گذاری مشتقات هیدرید ترکیب‌های عناصر گروه اصلی را بر اساس این تعریف نشان می‌دهد:
فلزات قلیایی و فلزات قلیایی خاکی: هیدرید فلز
بور: بوران، BH3
آلومینیوم: آلومان، AlH3
گالیم: گالان، GaH3
ایندیوم: ایندیگان، InH3
تالیم: تالان، TlH3
کربن: آلکان‌ها، آلکن‌ها، آلکین‌ها و همهٔ هیدروکربن‌ها
سیلیسیم: سیلان
ژرمانیم: ژرمان
قلع: استانان
سرب: پلمبان
نیتروژن: آمونیاک («آزان» هنگام جانشانی‌شده بودن)، هیدرازین
فسفر: فسفین (توجه: «فسفان» نام توصیه‌شدهٔ IUPAC است)
آرسنیک: آرسین (توجه: «آرسان» نام توصیه‌شدهٔ IUPAC است)
آنتیموان: استیبین (توجه: «استیبان» نام توصیه‌شدهٔ IUPAC است)
بیسموت: بیسموتین (توجه: «بیسموتان» نام توصیه‌شدهٔ IUPAC است)
هلیم: یون هیدرید هلیم (فقط به‌صورت یون وجود دارد)

بر اساس قرارداد بالا، موارد زیر «ترکیب‌های هیدروژن» هستند و نه «هیدرید»:
اکسیژن: آب («اکسیدان» هنگام جانشانی‌شده بودن؛ هم‌نام: اکسید هیدروژن)، پراکسید هیدروژن
گوگرد: سولفید هیدروژن («سولفان» هنگام جانشانی‌شده بودن)
سلنیوم: سلنید هیدروژن («سلان» هنگام جانشانی‌شده بودن)
تلوریوم: تلورید هیدروژن («تلان» هنگام جانشانی‌شده بودن)
پولونیوم: پولونید هیدروژن («پولان» هنگام جانشانی‌شده بودن)
هالوژن‌ها: هیدروژن هالیدها

نمونه‌ها:
نیکل هیدرید: در باتری‌های NiMH استفاده می‌شود
پالادیم هیدرید: الکترود در آزمایش‌های همجوشی سرد
لیتیوم آلومینیوم هیدرید: یک کاهندهٔ قوی در شیمی آلی
سدیم بورهیدرید: کاهندهٔ گزینشی ویژه، ذخیرهٔ هیدروژن در سلول سوختی بورهیدرید مستقیم
سدیم هیدرید: یک باز قوی در شیمی آلی
دی‌بوران: کاهنده، سوخت موشک، دوپ‌کنندهٔ نیمه‌رسانا، کاتالیزگر، به‌کاررفته در سنتز آلی؛ همچنین بوران، پنتابوران و دکابوران
آرسین: برای دوپینگ نیمه‌رسانا‌ها
استیبین: در صنعت نیمه‌رسانا به‌کار می‌رود
فسفین: برای دوددهی استفاده می‌شود
سیلان: کاربردهای صنعتی بسیار، مانند ساخت مواد مرکب و آب‌گریزها
آمونیاک: سردکننده، سوخت، کود شیمیایی، و بسیاری کاربردهای صنعتی دیگر
سولفید هیدروژن: جزئی از گاز طبیعی، منبع مهم گوگرد
از نظر شیمیایی، حتی آب و هیدروکربن‌ها را می‌توان هیدرید در نظر گرفت.
همهٔ هیدریدهای شبه‌فلزی به‌شدت اشتعال‌پذیرند. همهٔ هیدریدهای جامد غیر فلزی (به‌جز یخ) نیز بسیار آتش‌گیرند. اما زمانی که هیدروژن با هالوژن‌ها ترکیب می‌شود، اسید تولید می‌کند نه هیدرید، و این ترکیب‌ها آتش‌گیر نیستند.

### قاعدهٔ تقدم
بر اساس قاعدهٔ IUPAC، از نظر تقدم (بر پایهٔ الکترونگاتیوی)، هیدروژن بین عناصر گروه ۱۵ و گروه ۱۶ قرار می‌گیرد. بنابراین داریم: NH3، «هیدرید نیتروژن» (آمونیاک) در برابر H2O، «اکسید هیدروژن» (آب). این قاعده گاهی برای پولونیوم رعایت نمی‌شود، زیرا به دلیل فلزی‌بودن پولونیوم، غالباً به‌جای «پولونید هیدروژن» از «هیدرید پولونیوم» استفاده می‌شود.